# Нікому невідомий герой (фільм)
«Нікому невідомий герой» (фр. Un héros très discret, «Дуже обережний герой») — французький фільм-драма, поставлений у 1996 році режисером Жаком Одіаром за однойменним романом Жана-Франсуа Деньє. Фільм брав участь в основній конкурсній програмі Каннського кінофестивалю 1996 року та отримав перемогу у категорії за найкращий сценарій (Жак Одіар і Ален Ле Анрі). У 1997-му «Нікому невідомий герой» номінувався на шість «Сезарів»: у категоріях «Найкращий режисер», «Найкращий монтаж» (Жульєт Вельфлін), «Найкраща музика» (Александр Деспла), «Найкращий актор другого плану» (Альбер Дюпонтель), «Найкраща акторка другого плану» (Сандрін Кіберлен) та «Найкращий сценарій», але, в результаті, не отримав жодного .
Слоган фільму: «Найкраще життя — те, яке ми самі собі придумали» (фр. Les vies les plus belles sont celles qu’on s’invente).

## Синопсис
Альберт Деусс (Матьє Кассовіц) усе життя мріяв стати героєм, проте, він жив звичайним і буденним життям провінційного представника буржуазії. Він такий далекий від хоробрих вчинків. У 1944 році Франція отримала своє звільнення, і Альберт Деусс вигадує собі відповідну біографію та вступає до лав французького Опору. Фальсифікація допомагає йому стати значущою особою та зробити відмінну кар'єру. Зберегти цей обман йому дозволяє уміння знаходити спільну мову з людьми, вигадка, залишатися непомітним і бути «своїм у дошку». Та, фантазії здатні бути не лише радісними і світлими, а так само можуть приносити розчарування, шкоду і сильно ранити…

## В ролях
| Матьє Кассовіц         | ···· | Альберт Деусс          |
| Анук Грінбер           | ···· | Серван                 |
| Сандрін Кіберлен       | ···· | Іветт                  |
| Жан-Луї Трентіньян     | ···· | Альберт Деусс (старий) |
| Альбер Дюпонтель       | ···· | капітан Діонне         |
| Надя Барантен          | ···· | дружина генерала       |
| Бернард Блох           | ···· | Ернст                  |
| Франсуа Шатто          | ···· | Лув'є                  |
| Філіп Дюкло            | ···· | Карон                  |
| Даніель Лебрюн         | ···· | мадам Деусс            |
| Франсуа Берлеан        | ···· | месьє Жо               |
| Арман де Бодрі д'Ассон | ···· | англієць               |
| Клотільд Молле         | ···· | Одетта                 |
| Філіп Наон             | ···· | генерал                |
| Бруно Пюцюлю           | ···· | Мейєр                  |

## Визнання
| Нагороди та номінації фільму «Нікому невідомий герой» | Нагороди та номінації фільму «Нікому невідомий герой» | Нагороди та номінації фільму «Нікому невідомий герой» | Нагороди та номінації фільму «Нікому невідомий герой» | Нагороди та номінації фільму «Нікому невідомий герой» | Нагороди та номінації фільму «Нікому невідомий герой» |
| Рік                                                   | Нагорода                                              | Категорія                                             | Номінант                                              | Результат                                             |                                                       |
| ----------------------------------------------------- | ----------------------------------------------------- | ----------------------------------------------------- | ----------------------------------------------------- | ----------------------------------------------------- | ----------------------------------------------------- |
| 1996                                                  | Каннський кінофестиваль                               | Золота пальмова гілка                                 | Нікому невідомий герой                                | Номінація                                             |                                                       |
| 1996                                                  | Каннський кінофестиваль                               | Найкращий сценарій                                    | Жак Одіар та Ален Ле Анрі                             | Перемога                                              |                                                       |
| 1996                                                  | Стокгольмський кінофестиваль                          | Бронзовий кінь                                        | Нікому невідомий герой                                | Номінація                                             |                                                       |
| 1996                                                  | Стокгольмський кінофестиваль                          | Найкращий сценарій                                    | Жак Одіар та Ален Ле Анрі                             | Перемога                                              |                                                       |
| 1996                                                  | Кінофестиваль у Вальядоліді                           | Золотий колос                                         | Жак Одіар                                             | Номінація                                             |                                                       |
| 1996                                                  | Кінофестиваль у Вальядоліді                           | Срібний колос                                         | Жак Одіар                                             | Номінація                                             |                                                       |
| 1997                                                  | Премія «Сезар»                                        | Найкраща режисерська робота                           | Жак Одіар                                             | Номінація                                             |                                                       |
| 1997                                                  | Премія «Сезар»                                        | Найкращий актор другого плану                         | Альбер Дюпонтель                                      | Номінація                                             |                                                       |
| 1997                                                  | Премія «Сезар»                                        | Найкраща акторка другого плану                        | Сандрін Кіберлен                                      | Номінація                                             |                                                       |
| 1997                                                  | Премія «Сезар»                                        | Найкращий оригінальний або адаптований сценарій       | Жак Одіар та Ален Ле Анрі                             | Номінація                                             |                                                       |
| 1997                                                  | Премія «Сезар»                                        | Найкраща музика до фільму                             | Александр Деспла                                      | Номінація                                             |                                                       |
| 1997                                                  | Премія «Сезар»                                        | Найкращий монтаж                                      | Жульєт Вельфлін                                       | Номінація                                             |                                                       |